# أندريا براكاليتي
أندريا براكاليتي (بالإيطالية: Andrea Bracaletti)‏ (17 يناير 1983 بأورفييتو في إيطاليا - ) هو لاعب كرة قدم إيطالي في مركز الوسط. لعب مع نادي أفيلينو ونادي تشيزينا ونادي جنوى ونادي ساسولو ونادي سبال وASD Cassino Calcio 1924 ‏ ونادي فيرالبيسالو وASD Victor San Marino ‏.

## روابط خارجية
- أندريا براكاليتي على موقع قاعدة بيانات كرة القدم.إي يو (الإنجليزية)
- أندريا براكاليتي على موقع Soccerway.com (الإنجليزية)
- أندريا براكاليتي على موقع عالم كرة القدم.نت (الإنجليزية)